# Ryszard Marczak
Ryszard Antoni Marczak (ur. 25 listopada 1945 w Gdyni) – polski lekkoatleta, olimpijczyk. 

## Osiągnięcia
Specjalizował się w biegu maratońskim. Startował w nim w mistrzostwach Europy w 1978 w Pradze (15. miejsce), igrzyskach olimpijskich w 1980 w Moskwie (nie ukończył), mistrzostwach Europy w 1982 w Atenach (7. miejsce) i mistrzostwach świata w 1983 w Helsinkach (16. miejsce). Zajął 4. miejsce w 1. Pucharze Europy w maratonie, rozegranym w Agen w 1981 (drużynowo Polska była trzecia). Zwycięzca 3. Maratonu Toruńskiego w 1985.
Dwukrotnie był mistrzem Polski (w 1978 i 1981) oraz czterokrotnie wicemistrzem (1976, 1977, 1979 i 1980). W 1976 został wicemistrzem kraju w biegu na 10 000 metrów, a w 1976 i 1977 sięgnął po brązowe medale mistrzostw Polski na 20 kilometrów. Był zawodnikiem Zawiszy Bydgoszcz.

## Rekordy życiowe
- bieg maratoński – 2:12:44,0 s. (1982)

W roku 1981 (25 października, Nowy Jork) uzyskał wynik 2:11:35 s., jednak na trasie krótszej o 148 m niż przewidziana regulaminem.